# Cláudio de Sousa
Cláudio Justiniano de Sousa (São Roque, 20 de outubro de 1876 — Rio de Janeiro, 28 de junho de 1954) foi um médico, escritor, dramaturgo e orador brasileiro.

## Biografia
Era filho de Cláudio de Sousa (de quem herdou a homonímia) e Antônia Barbosa de Sousa. Realizou os estudos preparatórios na cidade natal, seguindo para o Rio de Janeiro, onde graduou-se em medicina em 1897. Lá, passou a colaborar na imprensa, já aos dezesseis anos, nos jornais cariocas O Correio da Tarde e A Cidade do Rio.
Depois de formado, mudou-se para São Paulo, onde exerceu a clínica médica, além de escrever para jornais (muitas vezes usando os pseudônimos de Mário Pardal e Ana Rita Malheiros). Tornou-se professor de terapêutica na Escola de Farmácia de São Paulo (hoje pertencente à USP). Em 1909, ao lado de outros intelectuais, foi um dos fundadores da Academia Brasileira de Letras.
Em 1913, voltando ao Rio de Janeiro, abandonou definitivamente a medicina, consagrando-se às viagens pelo mundo (das quais produziu inúmeros relatos) e à produção literária. Escreveu inúmeras peças teatrais, encenadas com sucesso. No dia 2 de abril de 1936. fundou o PEN Clube do Brasil, sendo também seu primeiro presidente.
Foi casado com Luísa Leite de Sousa, filha do Barão do Socorro. Após sua morte, em 1956 a viúva doou a casa onde residiam para ser anexada ao Museu Imperial, juntamente com seu acervo (livros, fotografias, pinturas, móveis, dentre outros). No mesmo ano, o presidente Juscelino Kubitschek aceitou a doação e em 1964 foi tombada pelo Instituto do Patrimônio Histórico e Artístico Nacional. Atualmente chamada de Casa de Cláudio de Souza, serve como sede do Instituto Histórico de Petrópolis, da Academia Petropolitana de Letras, Academia Brasileira de Poesia (Casa de Raul de Leoni) e Academia Petropolitana de Educação.

### Teatro
- Mata-a ou Ela te Matará (1896)
- Eu Arranjo Tudo (1916)
- Flores de Sombra (1916)
- O Assustado das Pedrosas (1917)
- Um Homem que Dá Azar (1918)
- Outono e Primavera (1918)
- A Jangada (1920)
- A Sensitiva (1920)
- O Turbilhão (1921)
- O Exemplo de Papai (1921)
- O Milhafre (1921)
- Os Bonecos Articulados (1921)
- Uma Tarde de Maio (1921)
- Ave, Maria (1921)
- O Galho Seco (1922)
- O Conto do Mineiro (1923)
- A Escola da Mentira (1923)
- Noves Fora… Nada (1924)
- A Matilha (1924)
- A Arte de Seduzir (1927)
- Os Mestres do Amor (1928)
- Os Arranha-céus (1929)
- O que não existe (1933)
- Rosas da Espanha (1933)
- O Grande Cirurgião (1933)
- Papai, Mamãe, Vovó (1936)
- Fascinação (1936)
- Pátria e Bandeira (1942)
- Le Sieur de Beaumarchais (1942)

### Ficção e relatos
- Pater (1913)
- A Conversão (1917)
- Ritmos e Idéias, ensaios (1917)
- Da Eva Antiga à Eva Moderna, conferência (1917)
- Maria e as Mulheres Bíblicas, conferência (1921)
- De Paris ao Oriente, viagem, 2 volumes (1921)
- Os Infelizes, romance (1926)
- As Mulheres Fatais, romance (1928)
- As Conquistas Amorosas de Casanova, romance (1931)
- Um Romance Antigo (1933)
- Três Novelas (1933)
- Nosso Primeiro Comediógrafo, conferência (1934)
- O Teatro Brasileiro, conferência (1935)
- Viagem à Região do Pólo Norte (1939)
- Terra do Fogo, viagem (1939)
- O Humorismo de Machado de Assis, conferência (1939)
- Impressões do Japão (1940)
- Os Paulistas, seu Passado, seu Presente, conferência (1941)
- O Teatro Luso-brasileiro do Século XVI ao XIX, conferência (1941)
- Raul Pompéia, conferência (1941)
- Os Últimos Dias de Stefan Zweig, ensaio biográfico (1942)
- A Vida e o Destino, contos (1944)
- Sol e Sombra, contos (1945)
- Assistência aos Escritores, conferência (1944)
- Pirandello e seu Teatro, conferência (1946)

## Academia Brasileira de Letras
Terceiro ocupante da cadeira que tem por patrono Martins Pena. Foi eleito em 28 de agosto de 1924, tomando posse em 28 de outubro do mesmo ano, e sendo recebido por Alfredo Pujol. Presidiu por duas vezes a academia, em 1938 e 1946 – ocasião em que dirigiu as comemorações pelo cinquentenário da instituição.